# Pierre Joffroy
Pour les articles homonymes, voir Joffroy.
 (février 2024).
Pierre Joffroy, né Maurice Weil le 2 décembre 1922 à Hayange et mort à Paris le 4 octobre 2008, est un écrivain et journaliste français.

## Biographie
En tant que journaliste, il a notamment travaillé pour Le Parisien libéré – il y coécrira également des articles avec Armand Gatti –, L'Express, Paris Match et Libération. Il a aussi créé son propre journal, qu'il voulait unique et qui n'a effectivement paru qu'une seule fois sous le titre Le Grand Jour.
En tant qu'écrivain, il a publié des œuvres romanesques, théâtrales, ou relatant ses expériences personnelles de grand reporter.
Pierre Joffroy a également écrit des ouvrages historiques, centrés sur la Seconde Guerre mondiale et plus spécifiquement sur la Shoah et ses acteurs allemands (Adolf Eichmann et Kurt Gerstein).
Le 24 septembre 1982, sur le plateau de l'émission Apostrophes, il prend violemment à partie l'écrivain Vladimir Volkoff, auteur du roman Le Montage, le qualifiant de « raciste anti-juif et anti-musulman » et de « fasciste ». Volkoff porte plainte pour injures publiques et gagne son procès, Pierre Joffroy est condamné.

### Romans
- Les Petits Chemins de l'abîme, éd. Ramsay
- Le Cheval chauve, éd. Ramsay
- Parfait amour, éd. Ramsay
- Un séjour à Alcatraz, éd. du Seuil

### Nouvelles
- Les Prétendants, éd. du Seuil

### Théâtre
- 3,1416 ou La Punition, éd. Bernard Grasset
- Tonton Couteau, éd. À Savoir
- L'Assaut ou 40 ans d'absences, éd. À Savoir

### Histoire
- L'Espion de Dieu (La passion de Kurt Gerstein), éd. Bernard Grasset, rééd. au Seuil en 2002  (ISBN 2-221-09764-5), rééditée trois fois.
- Eichmann par Eichmann, en collaboration avec Karin Königseder, éd. Bernard Grasset
- Winston Churchill, en collaboration avec Armand Gatti, éd. du Seuil

### Divers
- Nouvelles des contrées dangereuses, éd. Ramsay
- Brésil, coll. Petite Planète, éd. du Seuil
- Dévorante Amazonie, Librairie Fayard
- 20 têtes à couper, Librairie Fayard
- Le Grand Jour, journal d'informations imaginaires, éd. À la parole errante.
- Documentaire La Vente de la maison de Weil-Nemark de Stéphane Gatti. 2002 (c) La Parole errante